# Primer Gobierno de Daniel Noboa
El gobierno de Daniel Noboa y el movimiento Acción Democrática Nacional es el régimen político gobernante en la República del Ecuador desde el 23 de noviembre de 2023.
El 9 de enero de 2024 Noboa declaró la existencia del conflicto armado interno de Ecuador, así como de un estado de emergencia.
Su primer gobierno fue caracterizado por conflictos con su vicepresidenta Verónica Abad, quien aseguró que ha sido sometida a violencia política, hostigamiento y maltrato continuo, declarando que Noboa es «una persona que se cree que está por encima de la ley» y el suyo «sin duda, es un gobierno autoritario».

## Antecedentes

### Candidatura presidencial de Daniel Noboa
En mayo de 2023, y con la activación de la «muerte cruzada», se presentó como precandidato a las elecciones presidenciales anticipadas del mismo año, por el movimiento político Acción Democrática Nacional (ADN), y respaldado por los movimientos Pueblo, Igualdad y Democracia (PID), y MOVER. El 2 de junio, presentó a Verónica Abad como su compañera de fórmula.
En la primera vuelta, llevada a cabo el 20 de agosto, Noboa y Abad obtuvieron la segunda votación más alta que les dio paso al balotaje. El 15 de octubre, Noboa derrotó a la candidata Luisa González, triunfando en la contienda electoral con el 51.83% de los votos contra el 48.17% de González. Se convierte así, en el presidente electo por votación popular más joven en la historia del país con treinta y cinco años, siendo el segundo presidente más joven del país, detrás de Juan José Flores.
Noboa fue reelecto en las elecciones presidenciales de 2025.

## Primer periodo presidencial (2023-2025)

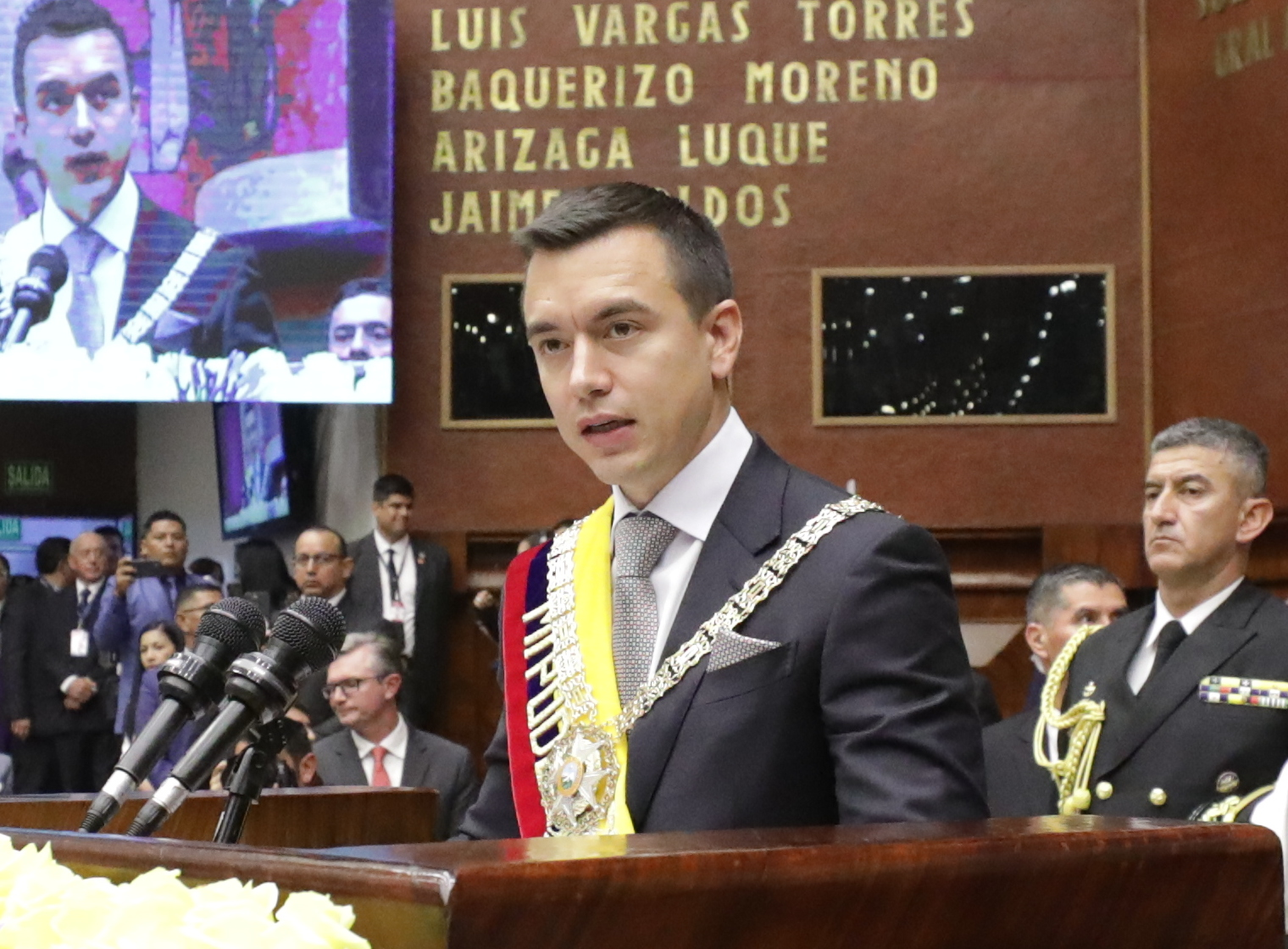
Daniel Noboa durante su discurso de posesión como presidente de Ecuador el 23 de noviembre de 2023.

Este periodo de gobierno empezó el 23 de noviembre de 2023 y terminó el 24 de mayo de 2025, para completar el resto del mandato de Guillermo Lasso.

### Política judicial

##### Detención del exvicepresidente Jorge Glas
El 5 de abril de 2024, la administración de Noboa ordenó un operativo policial-militar para detener al exvicepresidente Jorge Glas, quien se hallaba asilado diciembre de 2023 dentro de la embajada mexicana en Ecuador, resultando en la ruptura de las relaciones entre ambos países y una demanda de México a Ecuador en la CIJ.

##### Intento de enjuiciamiento a la vicepresidenta Verónica Abad
La vicepresidenta Verónica Abad aseguró que fue sometida a violencia política, hostigamiento y maltrato continuo, declarando que Noboa es «una persona que se cree que está por encima de la ley» y el suyo «sin duda, es un gobierno autoritario».
La relación entre la vicepresidenta y el presidente Noboa fue desde la campaña electoral, durante la cual mantuvieron distancia. En la ceremonia de posesión presidencial, los medios ecuatorianos informaron que la vicepresidenta no fue invitada al banquete ni al programa de celebración. Por decisión del presidente, en lugar de asumir sus funciones como vicepresidenta en Ecuador, fue desterrada, siendo designada como embajadora de paz en Israel. Mientras desempeñaba este cargo en medio del conflicto bélico con Palestina, uno de sus hijos enfrentó acusaciones de tráfico de influencias, siendo detenido en Ecuador a la espera de juicio y apresado en la cárcel de máxima seguridad de Ecuador, llamada la Roca. Funcionarios del gobierno, incluida la asesora presidencial, Diana Jácome, la presionaron públicamente, acusándola de «descuido maternal» por su ausencia física en la defensa de su hijo. Además, la vicepresidenta denunció que el presidente no le concedió el permiso para regresar al país, sino que la presionó para que regresara sin autorización, lo que podría resultar en la pérdida de su cargo por abandono de funciones. Mientras tanto, el gobierno de Noboa intentó enjuiciar en junio de 2024 a Verónica Abad por el presunto delito de concusión, consiguiendo sólo 47 de 92 votos necesarios en la Asamblea Nacional.

### Política social y de seguridad
A los dos días de asumir su mandato, ordenó al Ministerio del Interior derogar la tabla de consumo de drogas, que en su opinión fomentaba el «microtráfico». El 11 de noviembre de 2023 el presidente decretó la eliminación de la "tabla de drogas" el cual se reglamentaba el porte legal de sustancias estupefacientes y psicoactivas.
En un esfuerzo por reducir el hacinamiento, Noboa propuso deportar a 1.500 prisioneros extranjeros que están encarcelados en Ecuador el 15 de diciembre. También dijo que consideraría construir dos prisiones de máxima seguridad, inspirándose en El Salvador.

#### Conflicto armado interno

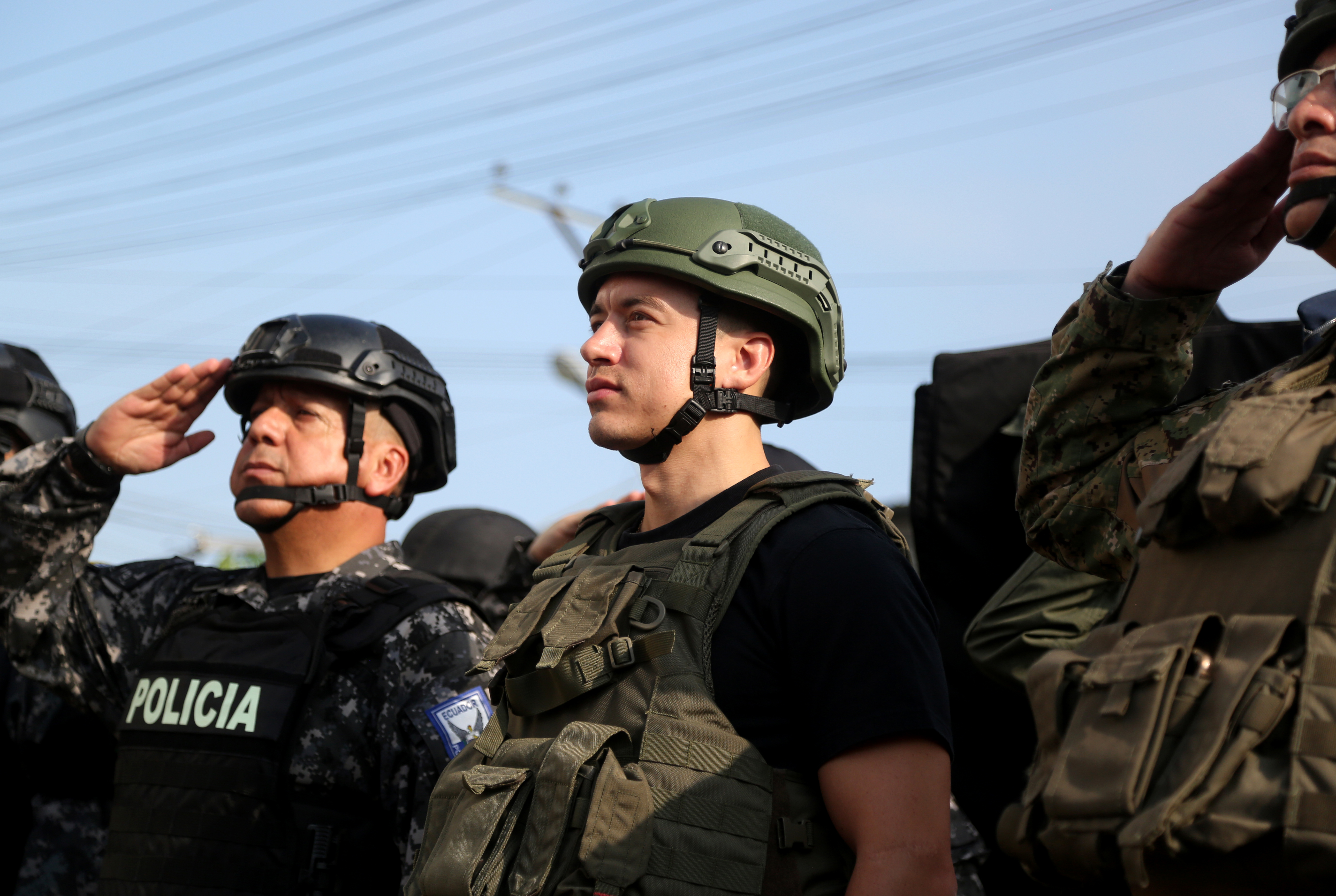
Noboa, liderando un operativo de intervención y recuperación territorial en Socio Vivienda, Guayaquil.

El 7 de enero de 2024, el líder de Los Choneros, José Adolfo Macías Villamar, se fugó de la prisión de Guayaquil, el día de su traslado previsto a una prisión de máxima seguridad. Los hechos fueron denunciados al día siguiente por las autoridades, presentándose cargos contra dos guardias penitenciarios. Después de la fuga, Noboa declaró el estado de emergencia, que duraría 60 días, dando a las autoridades el poder de suspender los derechos de las personas y permitiendo que los militares se movilizaran dentro de las cárceles. Se produjeron disturbios en varias prisiones de todo Ecuador. Dos días después, se produjeron ataques armados masivos en todo el país, incluidos grupos armados que atacaron en el aire una estación de televisión. La oposición de izquierda apoya al gobierno: «Ha llegado el momento de la unidad nacional. El crimen organizado ha declarado la guerra al Estado, y el Estado debe prevalecer». Algunos analistas critican al presidente Noboa por dar una respuesta al crimen exclusivamente basada en la seguridad, sin hacer anuncios sobre posibles reformas de la policía y el poder judicial, considerados altamente corruptos, o sobre políticas sociales para combatir las causas profundas de la violencia.
Para el 18 de febrero de 2024, el gobierno anunció más de 8600 detenidos, de los que 241 fueron capturados acusados de «terrorismo». La concejal Diana Carnero, y los alcaldes Brigitte García, José Sánchez y Jorge Maldonado han sido asesinados en lo que va de 2024.

#### Toques de queda
El 18 de septiembre el presidente Noboa decretó toque de queda para seis provinciasː Guayas, Los Ríos, Manabí, Orellana, Santa Elena, El Oro, y el cantón Camilo Ponce Enríquez de la provincia de Azuay, hasta el día siguiente, durante el apagón nacional decretado para ese mismo día, «para precautelar la seguridad ciudadana».

### Política económica
El 15 de diciembre de 2023, el presidente Daniel Noboa anunció que buscaría recortar mil millones de dólares del gasto gubernamental, además de aumentar los ingresos mediante la movilización de reservas de oro valoradas en aproximadamente 300 millones de dólares. En este mismo contexto de ajuste fiscal, se decidió incrementar el IVA del 12% al 15%, medida que entró en vigencia el 1 de abril de 2024.
Durante 2024 se implementaron varias reformas económicas mediante decretos ejecutivos. El 26 de junio, se ordenó la reducción de los subsidios a las gasolinas Extra y Ecopaís, y el 12 de julio se redujo al 0% el Impuesto a la Salida de Divisas (ISD) para la importación de combustibles derivados de hidrocarburos. El 3 de noviembre se estableció una tarifa del 0% para los generadores eléctricos hasta el 31 de diciembre del mismo año.
El 10 de diciembre de 2024 fue promulgada la denominada “Ley Antipillos”, que fijaba una nueva tarifa de hasta el 5% para la compra de autos usados. Sin embargo, esta normativa fue anulada el 24 de enero de 2025 por la Corte Constitucional, que acogió una acción de inconstitucionalidad presentada por la Asamblea Nacional.

### Política energética
Ecuador ha enfrentado una grave crisis debido a una sequía prolongada que afectó la generación hidroeléctrica. A esto se sumó la suspensión de exportaciones eléctricas desde Colombia, lo que provocó apagones masivos. El 19 de abril de 2024, el Gobierno declaró el estado de excepción por 60 días y ordenó que las Fuerzas Armadas resguardaran las hidroeléctricas. Días antes, el presidente Noboa solicitó la renuncia de la ministra de Energía Andrea Arrobo. Su sucesor, Roberto Luque, denunció actos de corrupción y negligencia, acusando a la exministra de haber ocultado información clave sobre el estado del sistema energético.
El 19 de junio de 2024, un apagón nacional paralizó el transporte público y obligó a suspender las clases a nivel nacional. Posteriormente, el 18 de septiembre, el Gobierno decretó nuevos apagones y anunció que, desde el 23 de septiembre, se aplicarían cortes programados de energía entre las 22:00 y las 06:00, de lunes a jueves, hasta nuevo aviso.

### Política electoral y constitucional
El 21 de abril de 2024 se llevó a cabo un referéndum y consulta popular con 11 preguntas sobre reformas en seguridad, justicia y trabajo. Nueve de las propuestas fueron aprobadas, entre ellas, permitir la extradición de ecuatorianos, endurecer penas para delitos como terrorismo y narcotráfico, y autorizar operaciones conjuntas entre Fuerzas Armadas y Policía sin necesidad de declarar estado de excepción. No obstante, las reformas laborales y económicas, incluida la contratación por horas, fueron rechazadas. La participación electoral fue del 72%, lo que reveló una abstención significativa.
El presidente Noboa solicitó al procurador Juan Carlos Larrea una interpretación que le permitiera ejercer la presidencia y ser candidato al mismo tiempo, evitando así ceder el mando a la vicepresidenta Verónica Abad, opuesta a su gestión. El procurador respondió que tal decisión requería una interpretación constitucional, la cual no estaba bajo su competencia.

### Política laboral, educativa y de transporte
Desde enero de 2024, el Gobierno inició despidos en el sector público, con énfasis en el personal del IESS.  La Unión Nacional de Educadores denunció en diciembre que los despidos continuaban afectando al magisterio nacional. La crisis energética también impactó el ámbito laboral: se suspendieron las jornadas del 18 y 19 de abril, y desde el 23 de septiembre se estableció el teletrabajo para empleados públicos con el objetivo de reducir el consumo energético. En la consulta popular de 2024 se propuso modificar el código laboral para permitir por primera vez contratos por horas, pero esto fue rechazado.
En educación, el apagón del 19 de junio de 2024 motivó la suspensión de clases a nivel nacional como medida de precaución ante posibles riesgos para estudiantes y docentes. El apagón también impactó el sistema de transporte público. En Quito, el metro se detuvo completamente, dejando a numerosos pasajeros atrapados en túneles, quienes debieron ser evacuados a pie. El incidente reflejó la vulnerabilidad de la infraestructura urbana ante la crisis energética nacional.

### Política medioambiental

#### Caso Olón
Dos semanas después de asumir el poder en 2023, la ministra de Ambiente Sade Fritschi autorizó la tala de un bosque protegido de algarrobos en Oloncito (Santa Elena), para permitir la construcción de un resort por parte de Vinazin S.A., empresa fundada por Noboa en 2016 y actualmente vinculada a la primera dama. La intervención con fuerzas militares y policiales generó fuerte rechazo social, lo que llevó a la cancelación definitiva del proyecto.

### Política sobre los medios de comunicación
El 13 de junio de 2024, la organización no gubernamental Fundamedios condenó públicamente la salida del aire del programa Los Irreverentes, transmitido por el canal RTU, atribuyendo el hecho a presuntas presiones del gobierno de Daniel Noboa hacia medios críticos.
Días después, el 25 de junio, la periodista de origen cubano Alondra Santiago —conocida por sus cuestionamientos a la administración de Noboa— fue notificada por la Cancillería ecuatoriana sobre la revocatoria de su visa de residencia. El Gobierno justificó esta decisión alegando que Santiago habría cometido actos que atentaban contra la seguridad pública y la estructura del Estado.
Posteriormente, el 14 de octubre de 2024, el presidente Noboa emitió el decreto ejecutivo 421, mediante el cual instruyó a la Agencia de Regulación y Control de las Telecomunicaciones (Arcotel) a iniciar, en un plazo de 60 días, el proceso de adjudicación de frecuencias del espectro radioeléctrico.

## Segundo periodo presidencial (desde 2025)
Inició oficialmente el 24 de mayo de 2025; la ceremonia de posesión se realizó en el pleno de la Asamblea Nacional con la participación de 93 autoridades internacionales.

## Gabinete ministerial
| Cargo                                                                                          | Titular                | Cargo                                                                     | Titular               |
| ---------------------------------------------------------------------------------------------- | ---------------------- | ------------------------------------------------------------------------- | --------------------- |
| Ministro de Gobierno Desde el 11 de noviembre de 2024                                          | José de la Gasca       | Ministro del Interior Desde el 21 de febrero de 2025                      | John Reimberg         |
| Ministra de Relaciones Exteriores y Movilidad Humana Desde el 23 de noviembre de 2023          | Gabriela Sommerfeld    | Ministro de Economía y Finanzas Desde el 16 de abril de 2025              | Sariha Moya           |
| Ministra de la Mujer y Derechos Humanos Desde el 25 de noviembre de 2023                       | Arianna Tanca          | Ministro de Defensa Nacional Desde el 23 de noviembre de 2023             | Gian Carlo Loffredo   |
| Ministro de Agricultura y Ganadería Desde el 23 de noviembre de 2023                           | Franklin Palacios      | Ministro de Salud Pública Desde el 27 de mayo de 2025                     | Juan Bernardo Sánchez |
| Ministra de Trabajo Desde el 23 de noviembre de 2023                                           | Ivonne Núñez           | Ministra de Energía y Minas Desde el 11 de febrero de 2025                | Inés Manzano          |
| Ministro de la Producción, Comercio Exterior, Inversiones y Pesca Desde el 16 de abril de 2025 | Luis Alberto Jaramillo | Ministra de Educación Desde el 23 de abril de 2024                        | Alegría Crespo        |
| Ministra de Ambiente, Agua y Transición Ecológica Desde el 27 de mayo de 2025                  | María Luisa Cruz       | Ministro de Desarrollo Urbano y Vivienda Desde el 23 de noviembre de 2023 | Humberto Plaza        |
| Ministro de Telecomunicaciones y de la Sociedad de la Información Desde el 14 de mayo de 2025  | Carlos Kury            | Ministro de Transporte y Obras Públicas Desde el 23 de noviembre de 2023  | Roberto Luque         |
| Ministra de Cultura y Patrimonio Desde el 23 de noviembre de 2023                              | Romina Muñoz           | Ministro del Deporte Desde el 5 de marzo de 2025                          | José David Jiménez    |
| Ministro de Inclusión Económica y Social Desde el 27 de mayo de 2025                           | Harold Burbano         | Ministro de Turismo Desde el 27 de mayo de 2025                           | Mateo Estrella        |

## Posición de partidos políticos
A continuación la posición de los partidos y movimiento políticos reconocidos por el Consejo Nacional Electoral, durante el régimen de Daniel Noboa:

## Sondeos de aprobación
| Encuesta               | Fecha              | Muestra | Error (± %) | Aprueba | Desaprueba |
| ---------------------- | ------------------ | ------- | ----------- | ------- | ---------- |
| Encuesta               | Fecha              | Muestra | Error (± %) |         |            |
| Áltica                 | 7 Dic 2024         | 1000    | 3,1         | 40%     | 59%        |
| MR Analítica           | 25 Nov 2024        | 4667    | 2           | 25,35%  | 70,34%     |
| Negocios y Estrategias | 20 Nov 2024        | 1250    | 2,8         | 29%     | 71%        |
| Comunicaliza           | 12 Nov 2024        | 4196    | 1,51        | 45,9%   | 42,3%      |
| MR Analítica           | 9 Oct 2024         | 5170    | -           | 26,53%  | 71,04%     |
| Perfiles de Opinión    | 9 Oct 2024         | 620     | 4           | 42,07%  | 55,83%     |
| Informe Confidencial   | 22 Sep 2024        | -       | -           | 45%     | 51%        |
| Maluk Research         | 31 Ago 2024        | 4516    | 2,5         | 32,5%   | 61,4%      |
| Cedatos                | 24 Ago 2024        | 3238    | 3,1         | 50,5%   | 44,4%      |
| Comunicaliza           | 18 Ago 2024        | 4971    | 1,39        | 53,5%   | 36,0%      |
| Maluk Research         | 5 Ago 2024         | 4052    | 2,5         | 28,02%  | 65,66%     |
| Comunicaliza           | 27 Jul 2024        | 4816    | 1,41        | 55,6%   | 33,7%      |
| Maluk Research         | 17 Jul 2024        | 4793    | 2,5         | 32,67%  | 61,44%     |
| Perfiles de Opinión    | 8 Jul 2024         | 621     | 4,01        | 41,27%  | 52,47%     |
| Cedatos                | 4 Jul 2024         | 3882    | 2,4         | 55,6%   | 39,0%      |
| Comunicaliza           | 28 Jun 2024        | 4333    | 1,49        | 52%     | 39%        |
| Maluk Research         | 28 Jun 2024        | 4412    | 2,5         | 33,60%  | 62,34%     |
| Maluk Research         | 13 Jun 2024        | 4012    | 2,5         | 32,61%  | 62,50%     |
| Comunicaliza           | 30 de mayo de 2024 | -       | -           | 60,3%   | 32,6%      |
| Maluk Research         | 24 de mayo de 2024 | 4012    | 2,5         | 36,46%  | 60,15%     |
| Comunicaliza           | 11 Abr 2024        | 6.300   |             | 66.8%   | 28.3%      |
| Maluk Research         | 5-11 Abr 2024      | 3.083   | 3           | 48.92%  | 48.30%     |
| Cedatos                | 03 Abr 2024        | 2.428   | 3.1         | 68.8%   | 29.3%      |
| Imasen                 | 16-19 Mar 2024     | 1.500   | 2.5         | 57.4%   | 35.7%      |
| Maluk Research         | 1-29 Mar 2024      | 4.585   | 2           | 49.73%  | 44.55%     |
| CB Consultora          | 05-10 Mar 2024     | 1.019   | -           | 62.5%   | 31.2%      |
| Perfiles de Opinión    | 02-04 Mar 2024     | 613     | 4.04        | 74.05%  | 25.95%     |
| CID Gallup             | 07 Mar 2024        | 1.200   | 2.8         | 82%     | 18%        |
| Cedatos                | 22 Feb 2024        | 2.412   | 3.1         | 81.4%   | 16.1%      |
| Maluk Research         | 7-24 Feb 2024      | 2.500   | 3           | 50.10%  | 37.60%     |
| Ipsos                  | Ene 2024           | 600     | -           | 69%     | 31%        |
| Comunicaliza           | 26-28 Ene 2024     | 2.851   | -           | 76%     | 14,3%      |
| Perfiles de Opinión    | 20-22 Ene 2024     | 611     | 4.05        | 85.47%  | 11.32%     |
| Comunicaliza           | 18-20 Ene 2024     | 4.412   | 1,47        | 80,0%   | 9,9%       |
| Maluk Research         | 14-28 Ene 2024     | 2.000   | 3           | 56.64%  | 32.60%     |
| Cedatos                | 26 Dic 2023        | 2,243   | 3,2         | 66.5%   | 18.9%      |